# Krzysztof Jakubik
Krzysztof Jakubik (24. května 1951 Poznaň – 23. července 2018) byl polský sochař a medailér.

## Životopis
V roce 1981 absolvoval s vyznamenáním na Akademii výtvarných umění v Poznani. Je stipendistou polského ministerstva kultury a umění, člen světové federace medailistů FIDEM a místopředsedou správní rady Národní asociace polských sochařů ve Varšavě.

## Dílo
- pomník Hipolita Cegielského v Poznani
- lavička Piotra Wawrzyniaka v Śremu
- pomník Marie Faustyny Kowalské v Astaně, hlavním městě Kazachstánu
- památník Zemské armády v Licheńi
- památník Piotra Wawrzyniaka v Mogilně

Je také autorem pamětních plaket včetně plakety Kurta Lewina v Mogilně a asi 800 medailí a drobných sochařských forem.
Jeho práce byly vystaveny na samostatných výstavách, mimo jiné v Norimberku, Moskvě, Poznani, Krakově a Varšavě. Podílel se také na skupinových výstavách sochařství. Jeho díla jsou v muzeích a soukromých sbírkách.

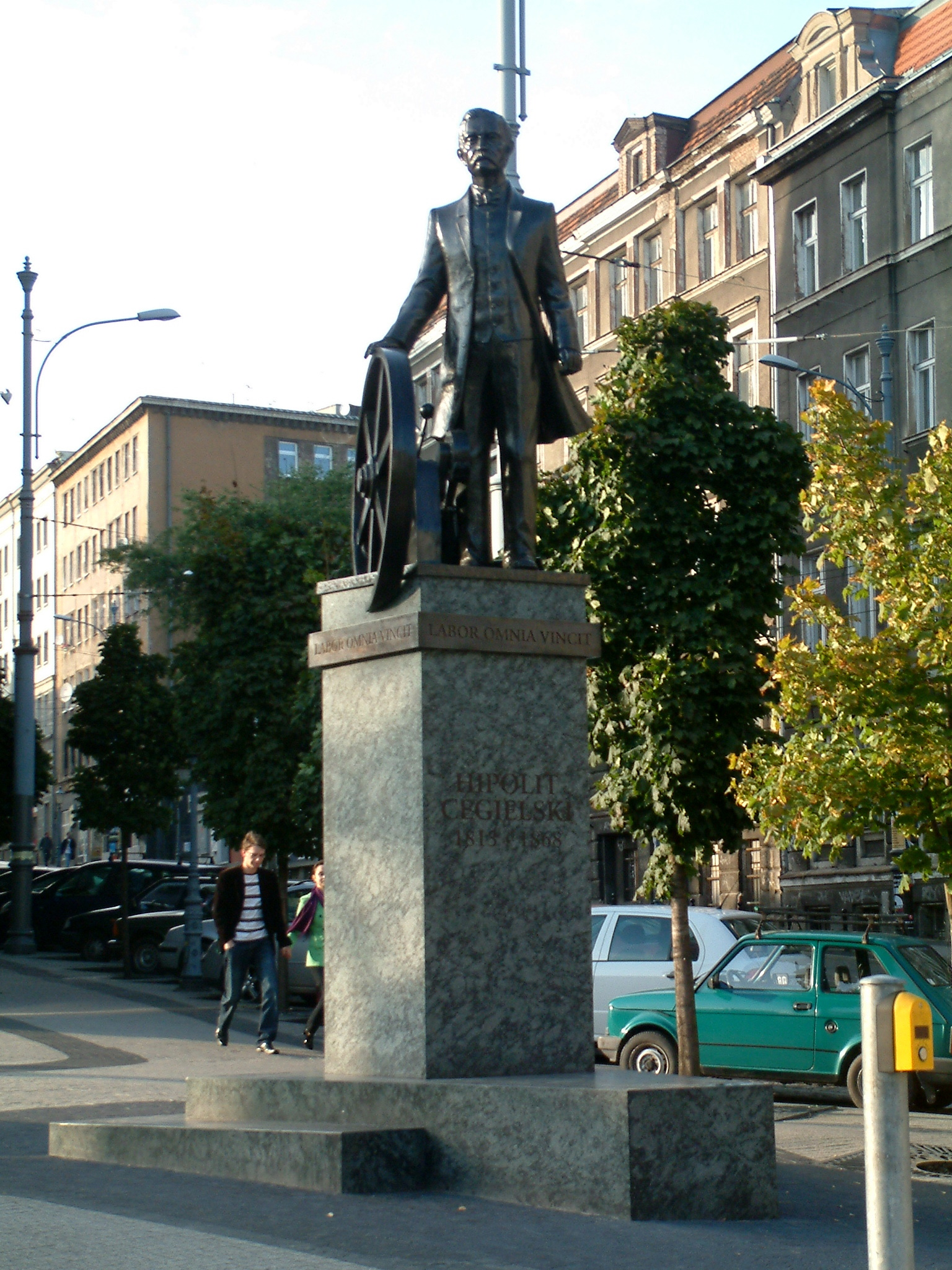
Pomník Hipolita Cegielského
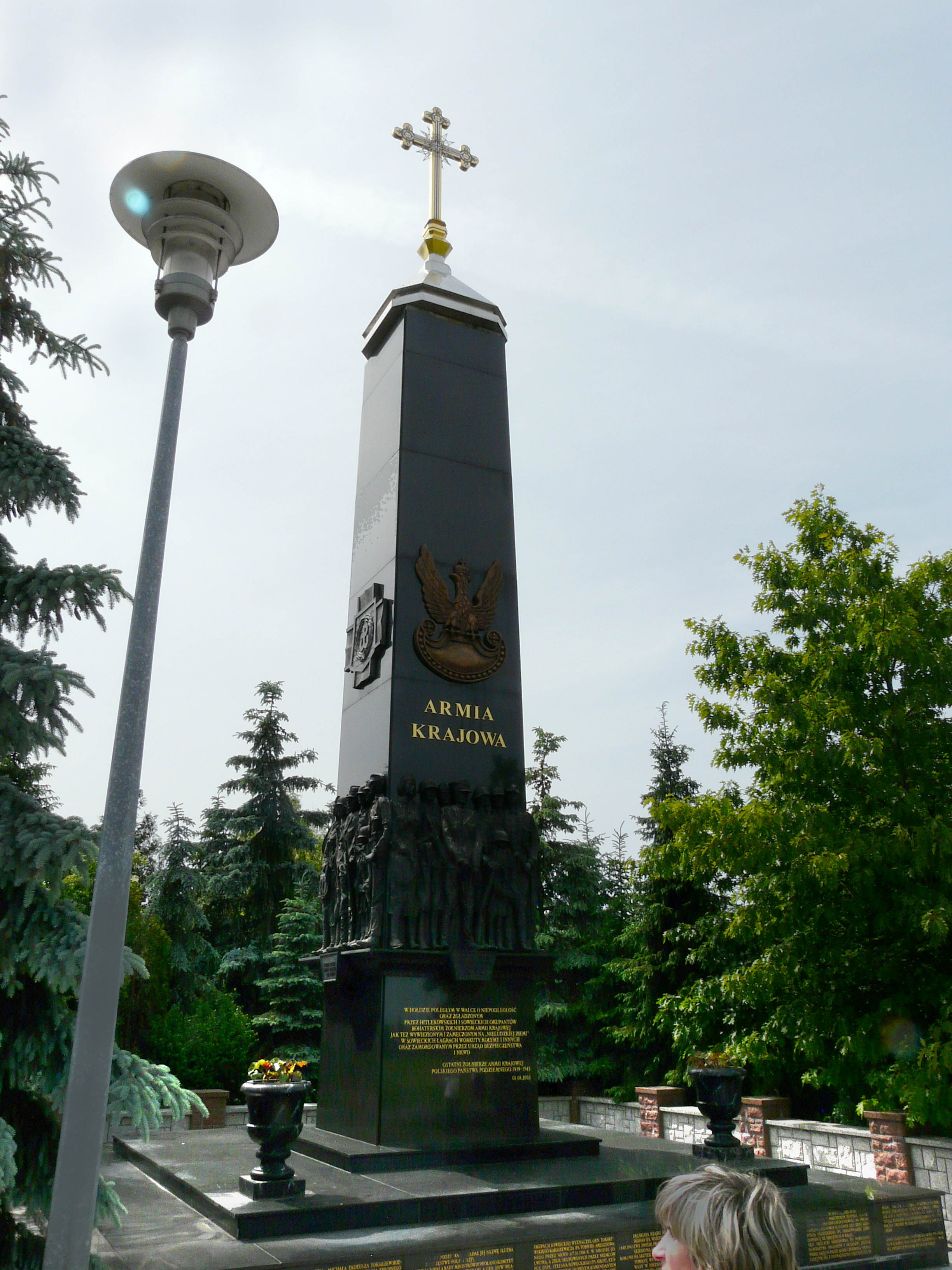
Památník Zemské armády
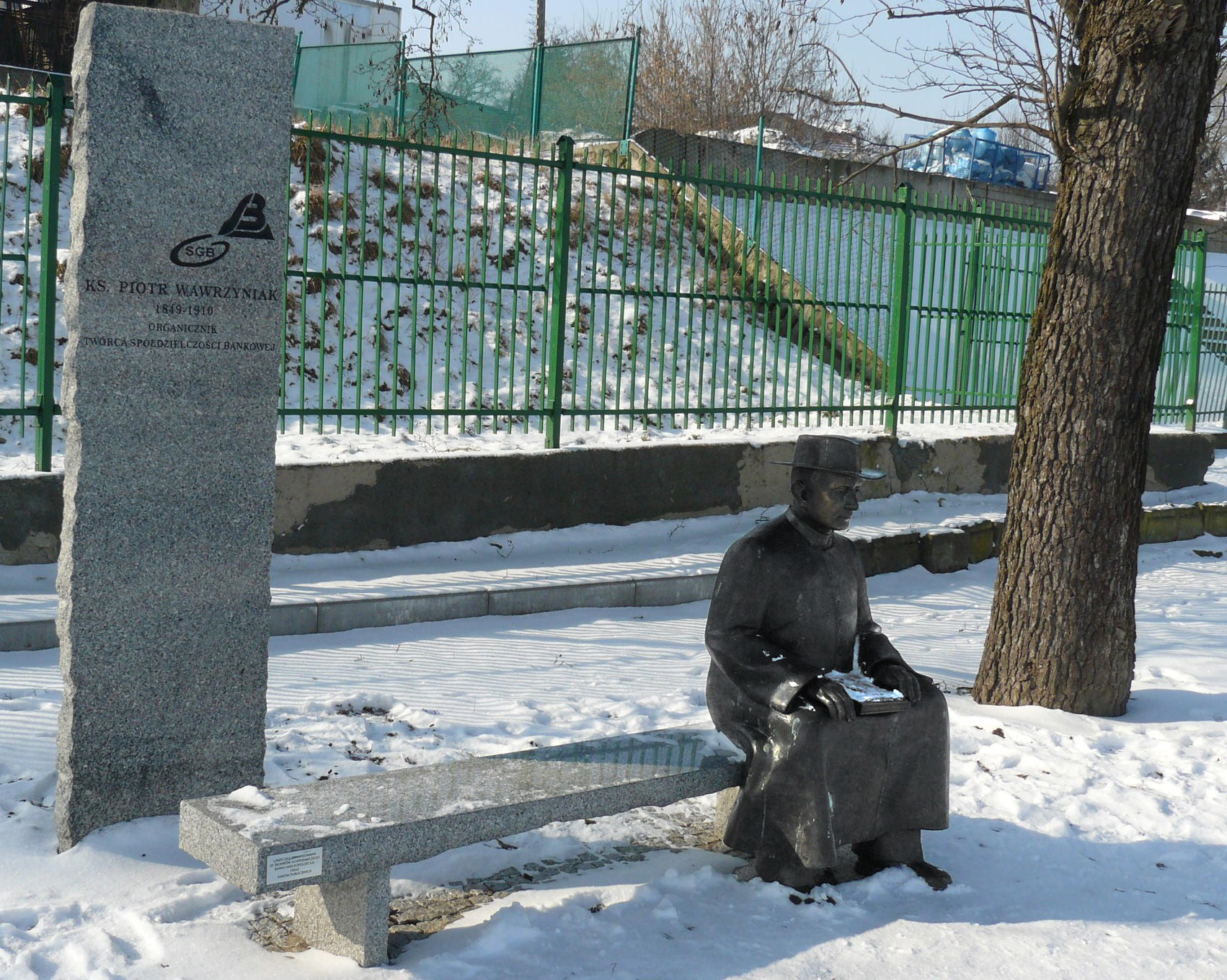
Lavička Piotra Wawrzyniaka